# Pure (Unternehmen)
Die Pure International Ltd. (Markenname: PURE) ist ein englisches Unternehmen der Unterhaltungselektronik-Branche. Es ist als Tochterunternehmen von Imagination Technologies (2017 vom chinesischen Investor Canyon Bridge Capital Partners übernommen) für die Vermarktung von Produkten zuständig, die auf Technologien von Imagination Technologies und der Tochterfirmen basieren.

## Geschichte

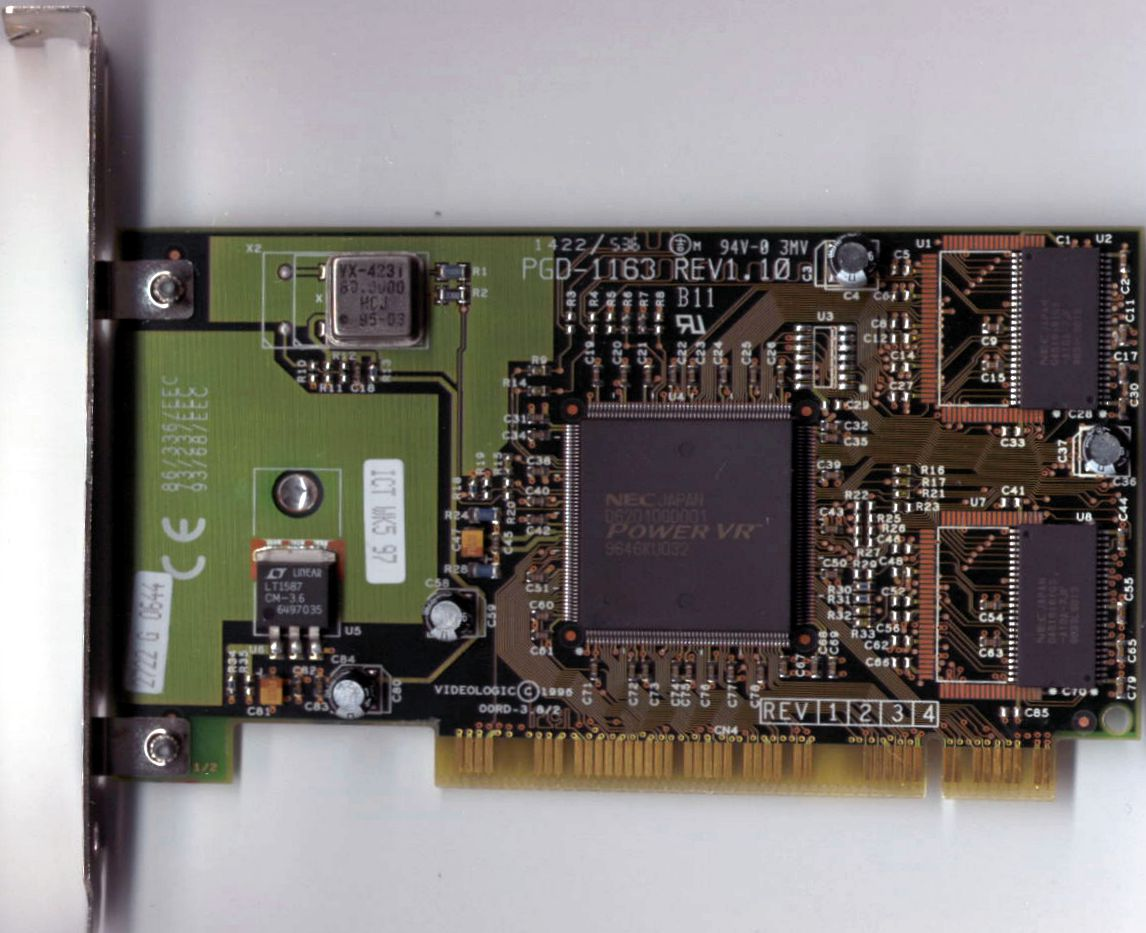
VideoLogic Apocalypse 3D mit NEC PowerVR PCX1

Das Unternehmen entstand am 31. August 1999 als VideoLogic Systems nach einer Restrukturierung und Umbenennung von VideoLogic Limited in Imagination Technologies. Gleichzeitig wurde VideoLogic Systemes mit dem alten Firmennamen gegründet um die Produkte der ebenfalls neu entstandenen PowerVR Technologies zu vermarkten (u. a. VideoLogic Vivid! und Vivid! XS). In dieser Zeit bot man selbstentwickelte Audioprodukte wie z. B. Soundkarten (u. a. VideoLogic SonicFury oder SonicStorm) oder Lautsprechersysteme an und Grafikkarten mit Techniken von PowerVR Technologies.
Nachdem sich das Angebot im Laufe der Jahre aufgrund fehlender Grafikprodukte von PowerVR Technologies zunehmend in Richtung Audioprodukte, vor allem DAB-Geräte, verschob, wurde das Unternehmen am 15. Juli 2002 in PURE Digital umbenannt. VideoLogic wurde noch einige Jahre als Markenname genutzt. Seit 2008 tritt das Unternehmen nur noch unter dem Namen Pure auf. Anfang 2012 wurde zum zehnjährigen Bestehen von Pure eine neue Corporate Identity vorgestellt, diese umfasst ein neues Logo sowie ein neues Design.
Im Jahr 2016 wurde Pure an die österreichische Investmenstgesellschaft AVenture für 2,6 Millionen £ verkauft. Damit wurde Pure Digital in Pure International umbenannt.

## Produkte

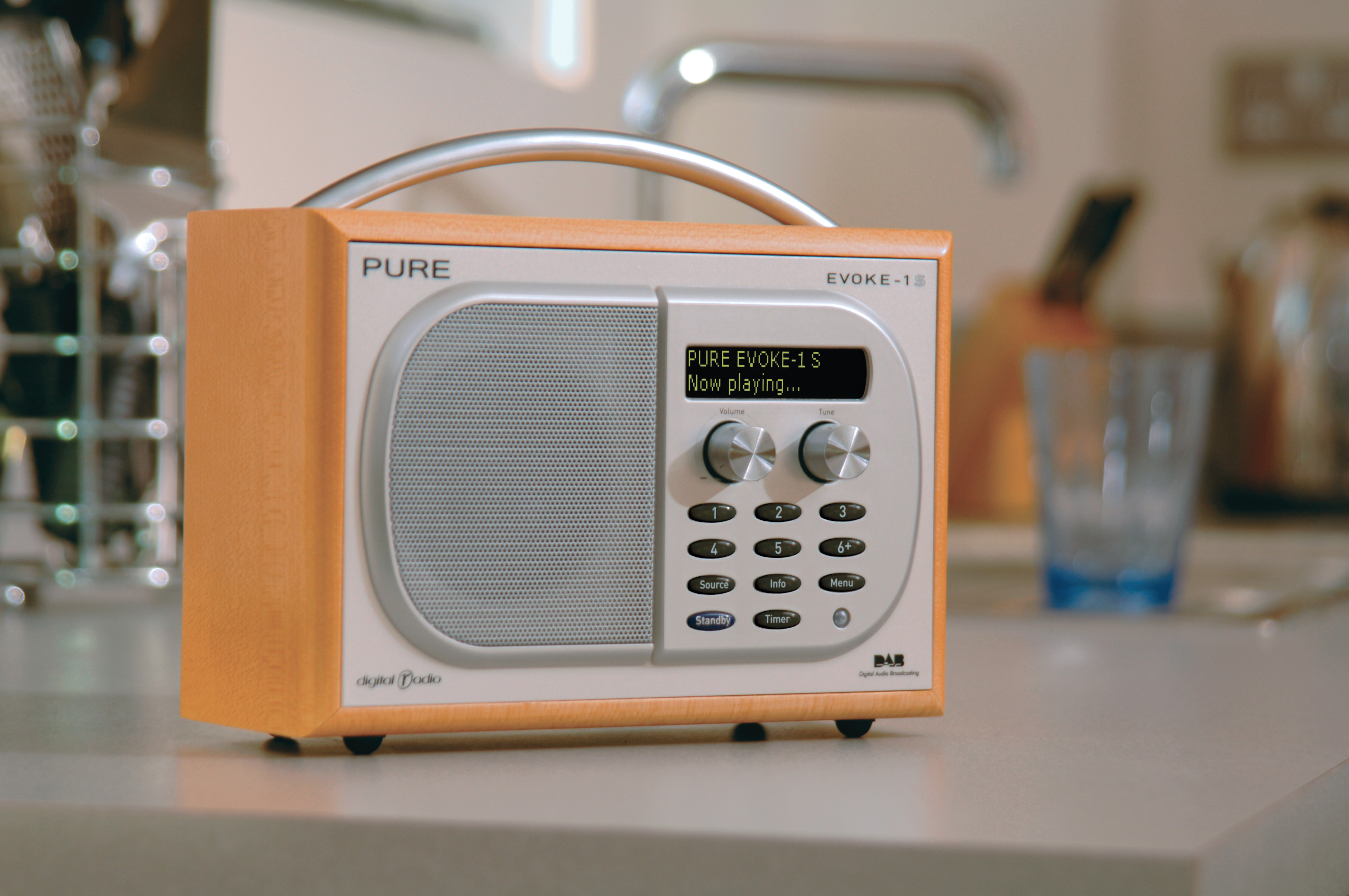
Digitalradio EVOKE-1S

Aktuell umfasst das Produktsortiment vor allem DAB-Geräte wie stationäre und portable Radiogeräte, Internetradios, Wecker und iPod-Dockingstationen. Die Technik für diese Produkte stammt hauptsächlich von dem Schwesterunternehmen Ensigma Technologies.
Im Jahre 2008 veröffentlichte Pure sein erstes Internetradio Evoke Flow und dazu das Internetradioportal The Lounge. In diesem Onlineportal sind Internetradiosender, Audio-on-Demand, Podcasts und Naturklänge kostenlos verfügbar. Die Plattform wurde 2012 durch die Musikplattform Pure Connect ersetzt. Pure Connect bietet den Verkauf von einzelnen Musiktiteln und Alben und das Cloud-basierte Musikportal Pure Music. Am 2. September 2012 wurde Pure Tag vorgestellt, das ermöglicht, Titel die gerade auf dem Radio laufen, zu erkennen und danach direkt zu kaufen. Eine iPhone, iPad und Android-App für die Online-Plattform wurde 2010 veröffentlicht.
Mit dem Avalon 300D Connect ist Pure im Jahr 2012 in das britische TV-Geschäft eingestiegen. Avalon 300D Connect ist ein Freeview+ HD digital TV Recorder der BBC iPlayer-, Youtube- und Pure-Connect-Integrationen hat. Die Technik für dieses Produkt stammt hauptsächlich von PowerVR Technologies.
Seit September 2019 stellt Pure Smart-Home-Lautsprecher im klassischen Braun-Design in Lizenz der Firma Braun her (Braun LE).